# IC 4394
IC 4394 — галактика типу NF (в процесі підтвердження) у сузір'ї Волопас.
Цей об'єкт міститься в оригінальній редакції індексного каталогу.